# Ávvir

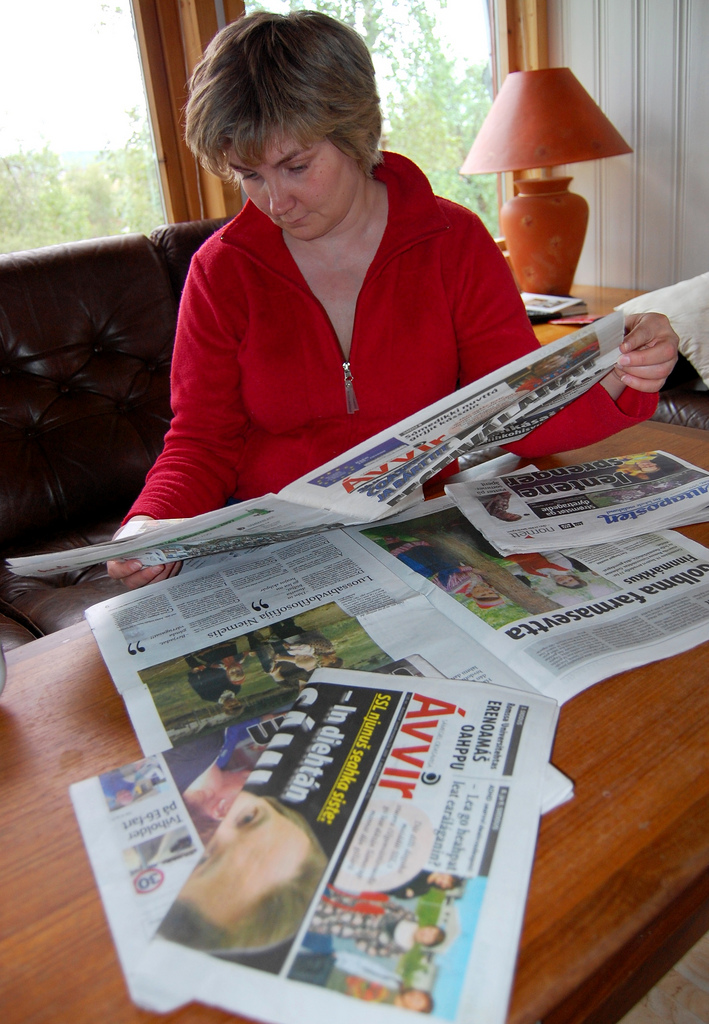
Айли Кескитало, президент Саамского парламента Норвегии (2005—2007), читает газету Ávvir (фотография 2009 года)

Ávvir (сев.-саам.) («Забота», «Внимание») — газета на северносаамском языке. Выходит в Северной Норвегии, в фюльке Финнмарк, пять дней в неделю (со вторника по субботу). Ávvir — единственная в мире ежедневная газета на северносаамском языке.
Офисы газеты находятся в Карасйоке и Кёутукейну норвежского фюльке Финнмарк. Штат редакции состоит из 12 корреспондентов, работающих в коммунах Тана, Карасйок, Кёутукейну, а также в Тромсё.

## История создания
Газета Ávvir образовалась в результате слияния газет Min Áigi (издававшейся в Карасйоке) и Áššu (издававшейся в Кёутукейну), произошедшего в 2008 году. Первый номер газеты вышел 6 февраля 2008 года — в Международный день саамов. Основной целью объединения изданий стало желание выпускать газету, которая выходила бы ежедневно. Газета Áššu выходила два раза в неделю (по вторникам и пятницам), новая же газета стала выходить пять раз в неделю, со вторника по субботу.
Северносаамское слово ávvir можно перевести как «внимание», «забота». Это название было предложено норвежским саамским политиком Лайлой Сусанной Варс из посёлка Лахполуоппал (коммуна Кёутукейну).
В том же 2008 году государство оказало газете существеную финансовую поддержку, при этом Ávvir и другая саамская газета Норвегии, Ságat, получили самую большую финансовую помощь в стране в расчёте на одного подписчика

## Руководство
Первым главным редактором и генеральным директором газеты стал Анте Балс, который до этого работал в газете Áššu; он был главным редактором по 2009 год. В 2009 году редакцию некоторое время возглавлял Свейн Нордслетта (Svein Nordsletta).
С 1 декабря 2009 года газету возглавляет Сара Эйра, норвежская саамская журналистка из Кёутукейну, ранее работавшая на саамском радио Норвежской вещательной корпорации (NRK). По словам Сары Эйры, самый большой конкурент Ávvir — газета Ságat, выходящая на норвежском языке (эта газета, выходящая с 1950-х годов, также в значительной степени посвящена саамской проблематике; раньше некоторые материалы в ней публиковались на северносаамском языке).

## Печать и тираж
Газета Ávvir печатается в типографии газеты Finnmark Dagblad в городе Хаммерфест.
Сертифицированный чистый тираж газеты по данным Ассоциации издателей газет составлял в 2008 и 2009 годах 1204 экземпляра, в 2010 году — 1271 экземпляр (при оценке общего числа носителей языка в Норвегии в 15 тысяч человек).

## Владельцы
Газета Ávvir принадлежит на одну треть группе Nordavis AS (которая, в свою очередь, принадлежит газете Altaposten), на одну треть — газете Finnmark Dagblad, ещё на одну треть — другим акционерам, в том числе компаниям Norske Reindriftsamers Landsforbund и Indre Finnmark investeringsselskap.